# Cheiracanthium taiwanicum
Cheiracanthium taiwanicum är en spindelart som beskrevs av Chen et al. 2006. Cheiracanthium taiwanicum ingår i släktet Cheiracanthium och familjen sporrspindlar.
Artens utbredningsområde är Taiwan. Inga underarter finns listade i Catalogue of Life.